# Mixopteridae
Mixopteridae foi uma família de euriptéridos, um grupo extinto de artrópodes queliceratos comumente conhecidos como "escorpiões do mar". A família é uma das duas famílias contidas na superfamília Carcinosomatoidea, que por sua vez é uma das superfamílias classificadas como parte da subordem Eurypterina.